# Dziwidło Riviera
Dziwidło Riviera (Amorphophallus konjac K. Koch) – gatunek roślin należący do rodziny obrazkowatych. Pierwotnie w stanie dzikim występował prawdopodobnie tylko w chińskiej prowincji Junnan, ale rozpowszechniony w uprawie dziczeje w różnych miejscach w Chinach. Uprawiany jest także w Japonii oraz w różnych krajach Azji Południowo-Wschodniej. W klimacie umiarkowanym uprawiany w szklarniach (także w Polsce). W naturze rośnie na skrajach lasów i w widnych lasach do rzędnej 3000 m n.p.m. Bulwy tego gatunku są jadalne po odpowiednim przygotowaniu.

## Morfologia

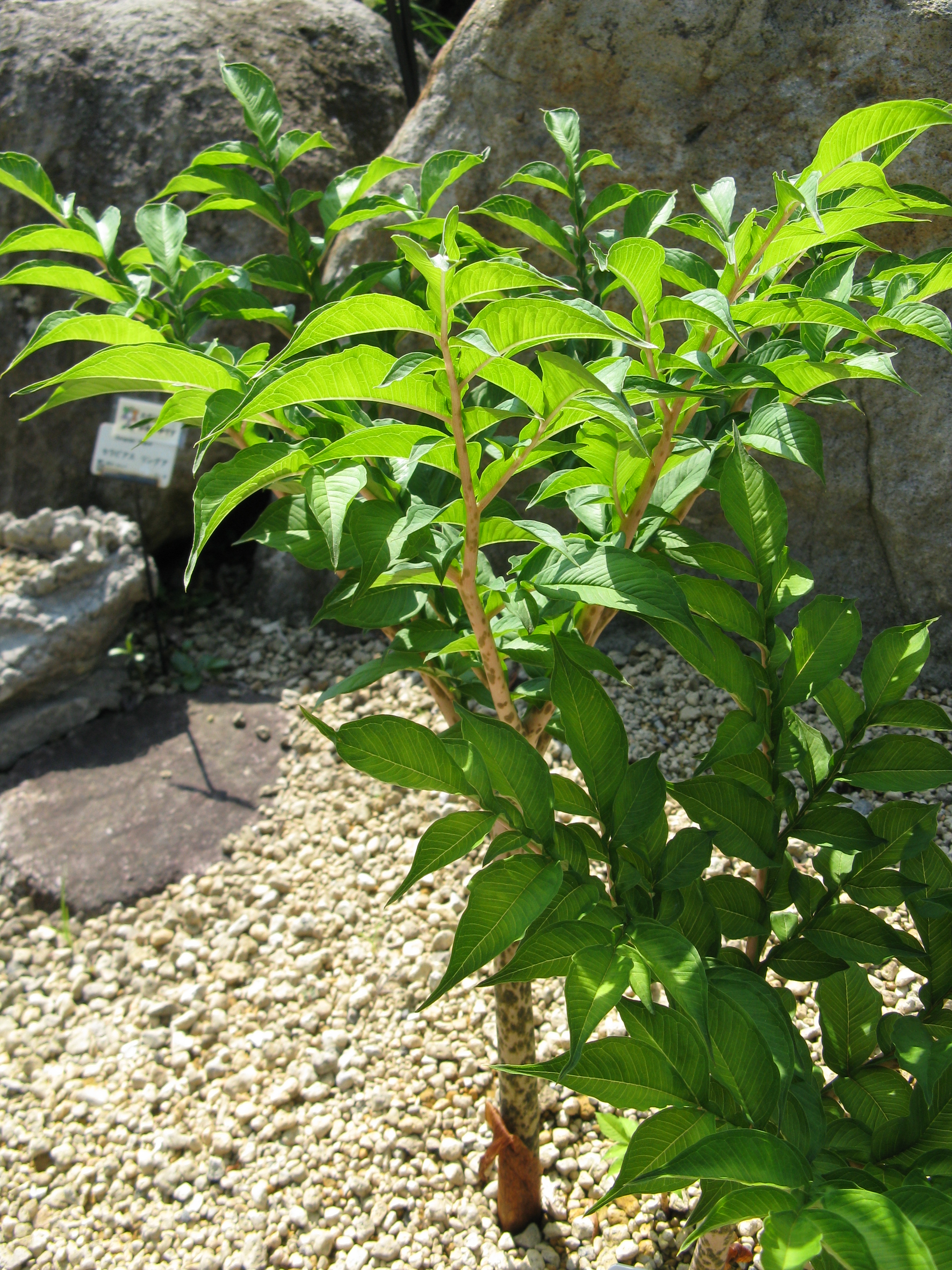
Liść

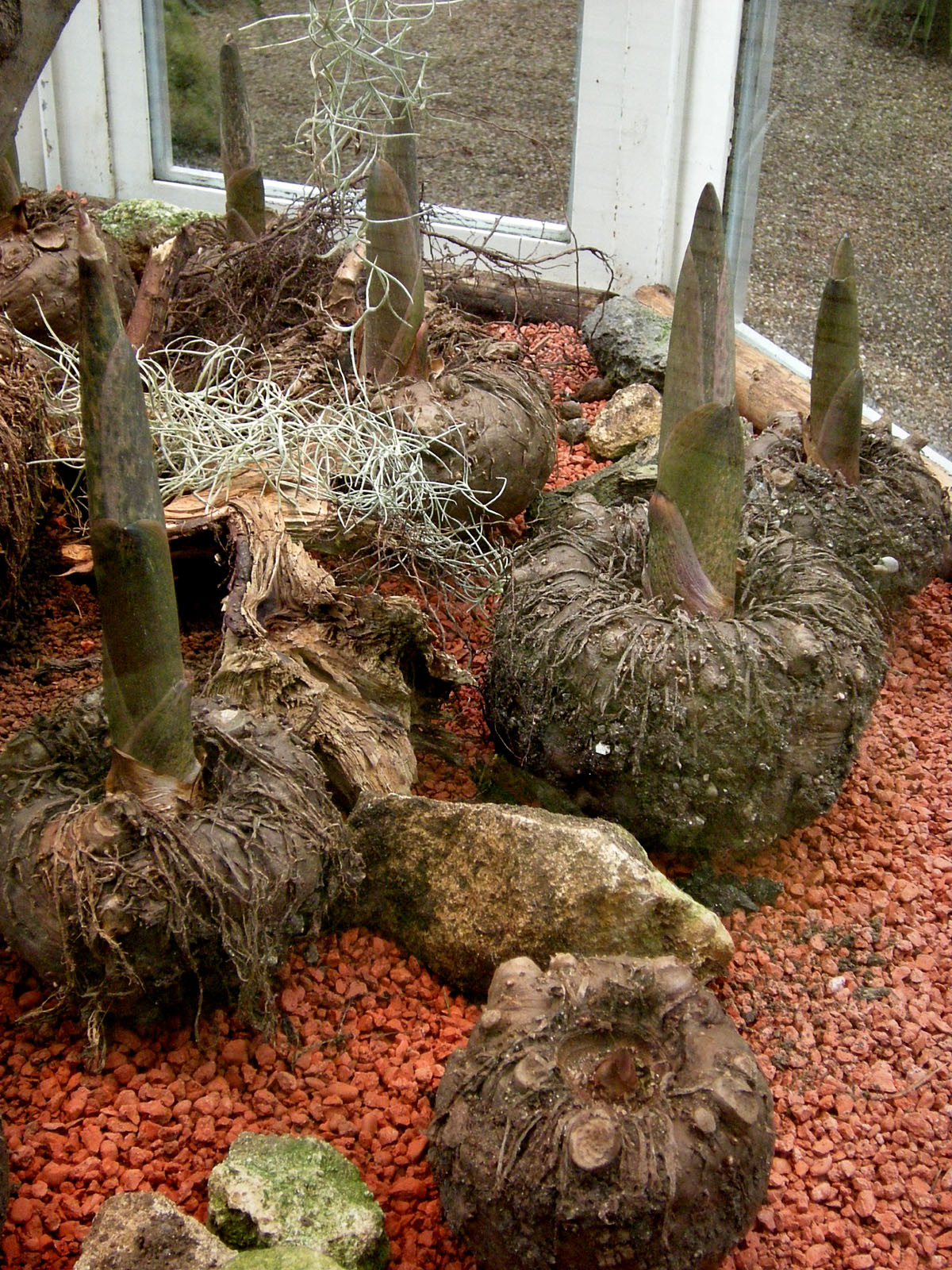
Bulwy

PokrójByliny z podziemną bulwą pędową i sokiem mlecznym. Bulwa osiąga 20 cm wysokości i 30 cm średnicy. Roślina wytwarza także kłącza do 50 cm długości i 3 cm średnicy.
LiścieRoślina tworzy jeden liść właściwy do 1,5 m wysokości. Z podziemnej łodygi wyrasta pojedynczy, gruby, pionowy, czerwono-plamisty ogonek, który dzieli się trzykrotnie pierzaście na osadki, na których znajdują się liczne listki. Średnica blaszki osiąga do 2 m.
KwiatyRośliny jednopienne. Kwiaty zebrane w pseudancjum, bezpłatkowe. Pęd kwiatostanowy do 70 cm wysokości. Kwiatostan wyrasta bezpośrednio z podziemnej bulwy pędowej. Struktura kwiatostanu składa się z okalającej pochwy (spatha), od wewnątrz czerwonobrązowej, z której wyrasta mięsista kolba. Na ukrytej w pochwie dolnej części kolby znajdują się drobne kwiaty żeńskie, o 2-3-komorowych zalążniach, zawierających w każdej komorze pojedynczy zalążek. Nad kwiatami żeńskimi położone są drobne, 3-5-pręcikowe kwiaty męskie, niekiedy o zrośniętych nitkach pręcików. Pylniki otwierają się przez szczytowy otworek lub poprzeczną szczelinę. Odcinek z kwiatami męskimi jest cylindryczno-stożkowaty i ma od 1 do 6 cm wysokości. Na szczycie kolby znajduje się ciemnopurpurowy wyrostek pokryty prątniczkami, wydzielającymi odór zgniłego mięsa.
OwoceJagody.

## Zastosowanie

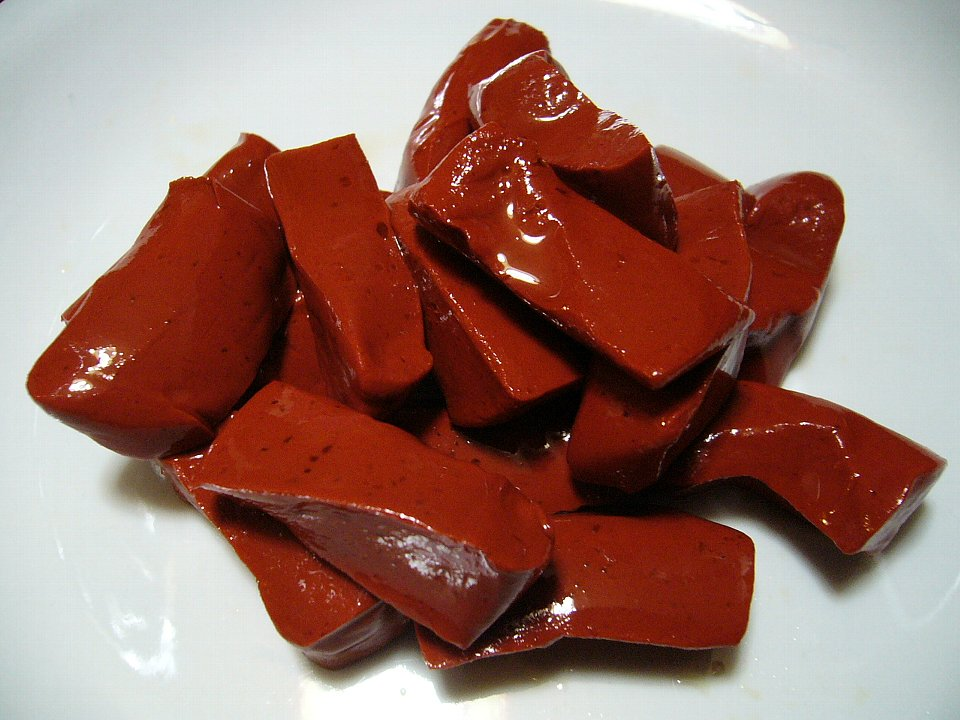
Konnyaku – potrawa przygotowana z Amorphophallus konjac

Rośliny jadalneGatunek uprawiany jest dla jadalnych bulw. Bulwy w Japonii służą do przygotowania potraw. Po długim gotowaniu bulwy tej rośliny otrzymuje się galaretowatą substancję o smaku mało atrakcyjnym dla Europejczyków. W Japonii wyrabia się z bulw również mąkę. Bulwy traktuje się także mlekiem wapiennym i następnie wykorzystuje do wyrobu klusek i ciastek.
Rośliny leczniczeBulwy gatunku Amorphophallus konjac zawierają substancje olejkowe stymulujące wydzielanie śliny. Główne działanie medyczne obejmuje: alterans, antiatheromaticum, antidiabeticum, antitoxicum, sialogogum.
Rośliny ozdobneRoślina, podobnie jak inne gatunki z rodzaju dziwidło, jest uprawiana jako ciekawostka w ogrodach botanicznych. Poza tym uprawiana jest pospolicie w ogrodach w krajach tropikalnych oraz jako roślina doniczkowa.